# Norwein (klan i Liberia)
Norwein är en klan i Liberia.   Den ligger i regionen Grand Bassa County, i den centrala delen av landet, 170 km öster om huvudstaden Monrovia.